# Navigacija
Navigácija je ugotavljanje smeri in lege na zemeljskem površju. Pojem se nanaša tudi na načrtovanje poti.

## Vrste navigacije
- Navigacija po planetih in zvezdah uporablja Sonce, Luno in nekatere zvezde oziroma ozvezdja (na primer Severnica na severni polobli in ozvezdje Južni križ na južni polobli).

- Navigacija po referenčnih točkah uporablja referenčne točke na Zemljini površini. Včasih so jo uporabljali pomorščaki, danes pa jo uporabljajo popotniki, piloti, itd. V primeru slabe vidljivosti ali napačnega poistovetenja teh točk je ta način navigacije neustrezen in lahko tudi nevaren.

- Navigacija »na slepo« (angleško Dead Reckoning) je ugotavljanje lege na podlagi smeri, hitrosti, dolžine poti in časa potovanja. Tako se na podlagi zadnje znane lege izbere smer do naslednje lege in na podlagi razdalje do nove točke, hitrosti ter časa se da ugotoviti, kdaj je ta točka dosežena.

- Sodobni načini navigacije temeljijo na načelu vnaprej izbranih referenčnih točk, ki po navadi niso v vidnem dosegu. Te referenčne točke so določene s svojo zemljepisno širino in zemljepisno dolžino. S pomočjo namenskih naprav pa navigator stalno spremlja smer in razdaljo do izbrane točke. Primera teh tipov navigacije sta radionavigacija in navigacija GPS.

Sprva so bili v uporabi predvsem postopki navigacije po zvezdah (navigacija po zvezdah je omogočala tudi približno merjenje časa), po referenčnih točkah na površini, ter s pomočjo kompasa in kronometra. Z izumom radia so uvedli t. i. »radijske točke«, ki so služile navigaciji na zelo dolge razdalje. Sistem je bil najbolj v uporabi v letalstvu in pomorstvu. 
Danes so jih nadomestili postopki satelitske navigacije, ki pokrivajo celotno Zemljo. Tudi naprave za satelitsko navigacijo so vedno manjše (najprej so bile velikosti starejših prenosnih telefonov, danes pa jih je moč dobiti že v obliki ročne ure) in cenejše ter tako na voljo tudi civilnim uporabnikom.